# Arentèle
Pour les articles homonymes, voir Arentèle (homonymie).
L'Arentèle est une rivière française de la région Grand Est, qui coule dans le département des Vosges. C'est un affluent de la Mortagne en rive gauche, donc un sous-affluent du Rhin par la Mortagne, la Meurthe puis la Moselle.

## Géographie
La longueur de son cours d'eau est de 21,11 km.
L'Arentèle naît au pied de la colline de l'Avison à Bruyères, à 455 m d'altitude, et rejoint la Mortagne en rive gauche à Saint-Gorgon, 288 m d'altitude, juste au sud de la commune de Rambervillers.
Elle arrose notamment Grandvillers et Sainte-Hélène.

### Communes et cantons traversés
Dans le seul département des Vosges, l'Arentèle traverse les cinq communes suivantes, de l'amont vers l'aval, de Bruyères (source), Grandvillers, Pierrepont-sur-l'Arentèle, Sainte-Hélène, Saint-Gorgon (confluence).
Soit en termes de cantons, l'Arentèle prend source dans le canton de Bruyères, conflue dans le canton de Saint-Dié-des-Vosges-1, dans l'arrondissement d'Épinal.

## Hydronymie
Le nom primitif la rivière est attesté sous les formes Argentillam au XIe siècle (Vie de Déodat), devenu Argentile en 1633.
 
Arentèle est une modification, par corruption du sens initial, du nom ancien d,Argentile (« aux eaux pures »). On trouve écrit dans la Vita Deodati (« Vie de saint Déodat », XIe -XIIe siècles) : nom primitif de Sainte-Hélène (Vosges), Argentillam, a rivulo suo sic vocitatam, quem tamem nunc rusticum vulgus corrupte Arentellam dicit (Ainsi appelé d'après son petit ruisseau, que les gens du commun des paysans appellent aujourd'hui de manière corrompue Arentella): le ruisseau était appelé Argentille à cause de la pureté de ses eaux, nom que le peuple a corrompu en Arentèle.

### Toponyme
L'Arentèle a donné son hydronyme à la commune de Pierrepont-sur-l'Arentèle.
Le nom primitif de Sainte-Hélène (Vosges), « Lieu ainsi dit à cause de la pureté du ruisseau qui l’abreuve », par corruption du sens initial, du nom ancien d,Argentile (« aux eaux pures »).

### Bassin versant
L'Arentèle traverse une seule zone hydrographique 'L'Arentèle' (A664) de 65 km2 de superficie. Ce bassin versant est constitué à 55,00 % de « forêts et milieux semi-naturels », à 42,81 % de « territoires agricoles », à 2,44 % de « territoires artificialisés ».

## Affluents
L'Arentème a quatre affluents référencés :
- le ruisseau le Petit Durbion, dite aussi la Petite Arentèle (rg), 6 km sur les trois communes de Vimenil (source), Grandvillers, Pierrepont-sur-l'Arentèle (confluence).
- le ruisseau de la Soie (rg), 3,8 km sur les deux communes de Grandvillers (source) et Pierrepont-sur-l'Arentèle (confluence).
- le ruisseau de Dracourt (rd), 6,8 km sur les quatre communes de Grandvillers (source), Fremifontaine, Pierrepont-sur-l'Arentèle, Sainte-Hélène (confluence), avec un affluent :
  - Le ruisseau de Benaze (rd), 1,2 km sur la seule commune de Fremifontaine.
- le ruisseau le Brabant (rg), 5,3 km sur les deux communes de Destord (source), Sainte-Hélène (confluence)

Donc son rang de Strahler est de trois.

## Hydrologie

### L'Arentèle à Saint-Gorgon
L'Arentèle a été observée durant une période de 20 ans (1991-2010), à la station hydrométrique de Saint-Gorgon, localité du département des Vosges située peu avant son confluent avec la Mortagne, à 293 m d'altitude. La surface ainsi étudiée est de 63,2 km2, soit la quasi-totalité du bassin versant de la rivière qui fait 65 km2.
Le module de la rivière à Saint-Gorgon est de 0,716 m3/s,. 
L'Arentèle présente des fluctuations saisonnières de débit bien marquées. Les hautes eaux se déroulent en hiver et se caractérisent par des débits mensuels moyens allant de 1,11 à 1,23 m3/s, de décembre à mars inclus (avec un maximum en janvier). À partir du mois d'avril, le débit baisse rapidement jusqu'aux basses eaux d'été qui ont lieu de juillet à septembre inclus, entraînant une  baisse du débit mensuel moyen jusqu'à 0,234 m3 au mois d'août, ce qui reste cependant assez consistant. Mais ces moyennes mensuelles ne sont que des moyennes et cachent des fluctuations plus prononcées sur de courtes périodes ou selon les années.

### Étiage ou basses eaux
Aux étiages, le VCN3 peut chuter jusque 0,110 m3/s (110 litres/s), en cas de période quinquennale sèche, ce qui ne peut être qualifié de sévère pour un aussi petit cours d'eau. 

### Crues

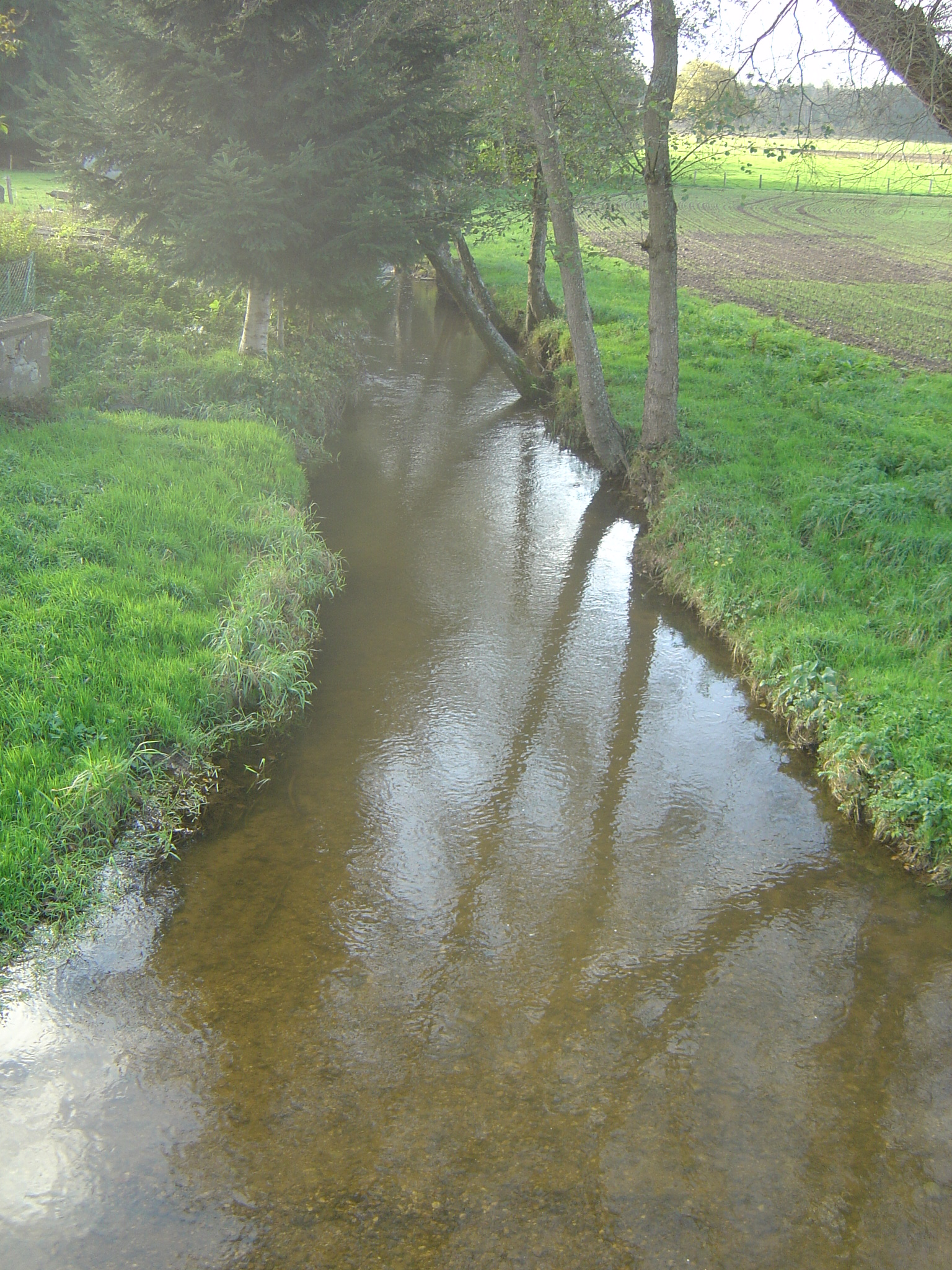
L'Arentèle à Pierrepont-sur-l'Arentèle.

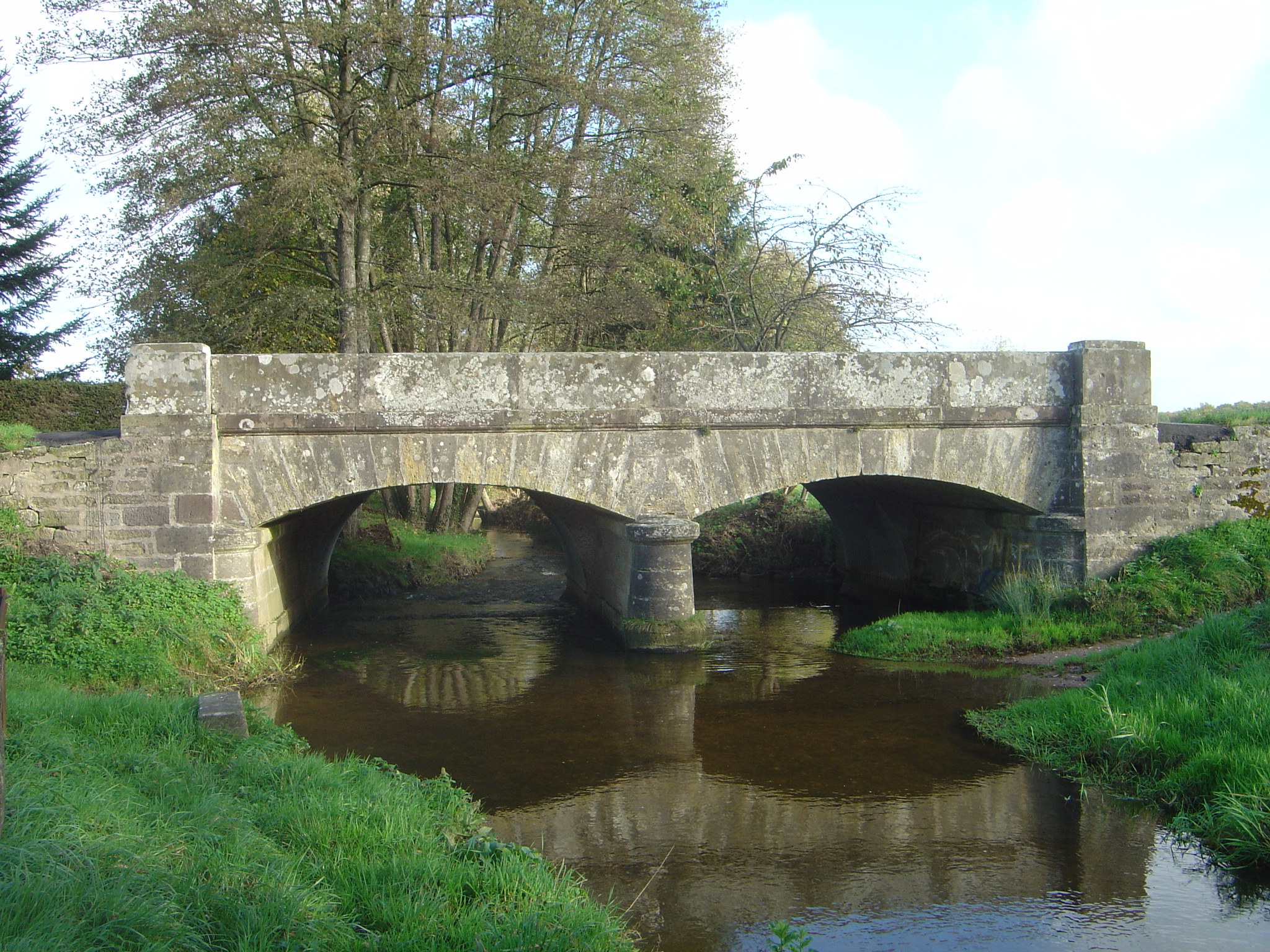
Pont sur l'Arentèle à Pierrepont-sur-l'Arentèle.

Les crues peuvent être assez importantes, compte tenu de la petitesse du bassin versant. Les QIX 2 et QIX 5 valent respectivement 11 et 14 m3/s. Le QIX 10 est de 16 m3/s, le QIX 20 de 17 m3, tandis que le QIX 50 n'a pas été calculé faute d'une durée d'observation suffisante, mais est estimé à plus ou moins 20 m3/s.
Le débit instantané maximal enregistré à Saint-Gorgon a été de 16,1 m3/s le 12 novembre 1996, tandis que la valeur journalière maximale était de 12,4 m3/s le 18 septembre 2006. Si l'on compare la première de ces valeurs à l'échelle des QIX de la rivière, cette crue était d'ordre décennal, et donc fort banale, car destinée à se répéter tous les 10 ans en moyenne. Le débit journalier maximal a été de 328 cm le 3 octobre 2006 à 14h33.

### Lame d'eau et débit spécifique
L'Arentèle est une rivière relativement abondante. La lame d'eau écoulée dans son bassin versant est de 358 millimètres annuellement, ce qui est supérieur à la moyenne d'ensemble de la France. C'est cependant nettement inférieur aux bassins de la Meurthe (425 millimètres par an) et de la Mortagne (372 millimètres par an), ainsi qu'à la moyenne du bassin français de la Moselle (445 millimètres par an à Hauconcourt en aval de Metz). Le débit spécifique (ou Qsp) atteint 11,3 litres par seconde et par kilomètre carré de bassin.